# Gymnázium Žatec
Gymnázium Žatec je všeobecné čtyřleté a osmileté gymnázium, jehož zřizovatelem je Ústecký kraj. Škola se nachází v jižní části města v budově, postavené v roce 1903 podle návrhu architekta Ernsta Schäfera. Pedagogický sbor tvoří 29 učitelů. Ve školním roce 2013/2014 studovalo ve 12 třídách celkem 296 žáků.

## Historie
Předchůdkyní gymnázia byla žatecká městská škola, jejíž existence je doložená už v 1. polovině 14. století. Roku 1335 vydal král Jan Lucemburský listinu, ve které stanovil, že právo jmenovat rektora školy má městská rada. Na přelomu 14. a 15. století byl školním rektorem Jan ze Žatce, autor německého díla Oráč z Čech (Ackermann aus Böhmen). Jan zastával místo rektora školy až do svého odchodu z města v roce 1411. Za jeho působení žáci studovali mj. spisy Catonovy a Boëthiovu Útěchu z filosofie.

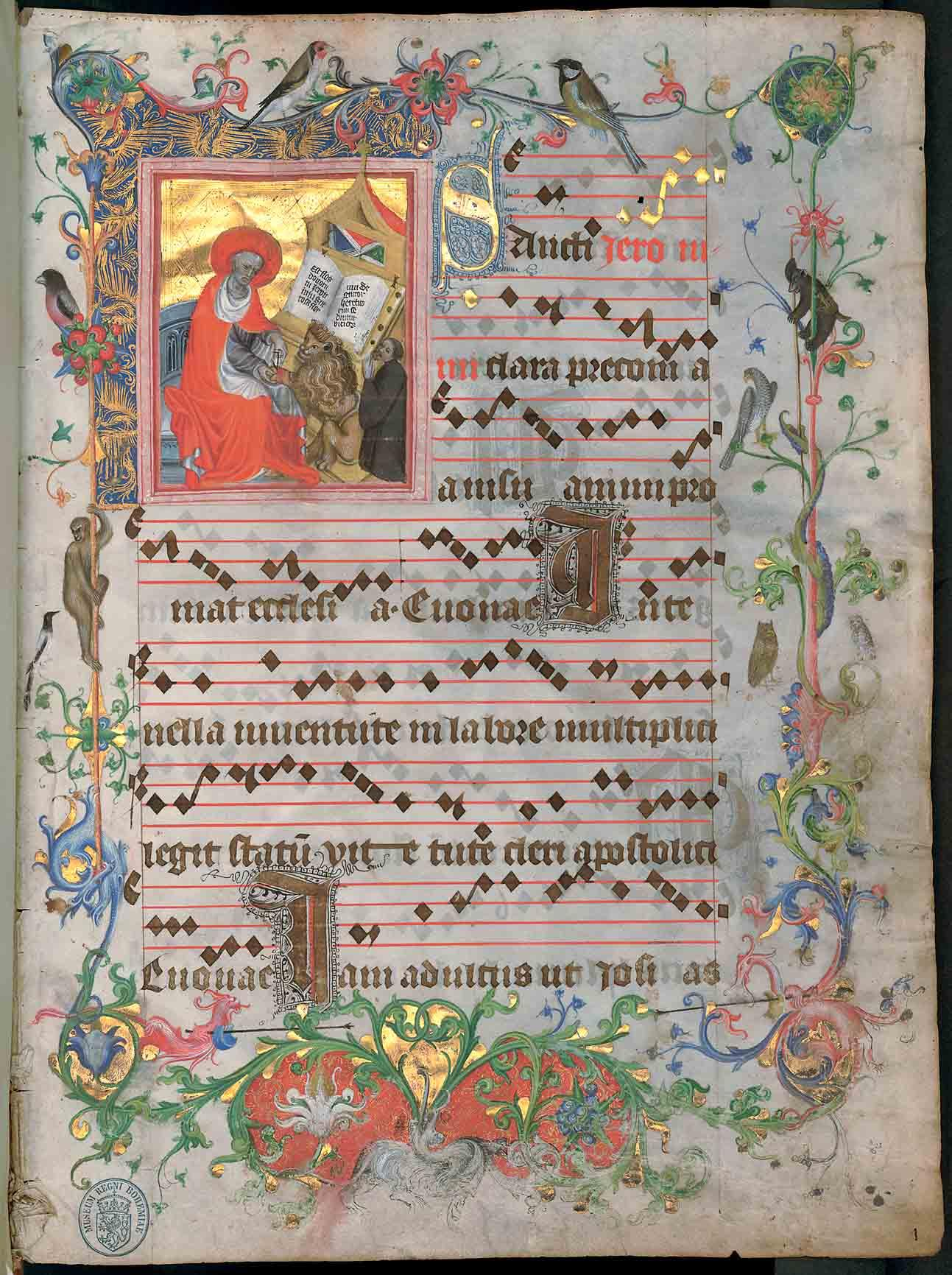
Titulní list Officia sv. Jeronýma z roku 1404 s údajným portrétem Jana ze Žatce

 V období humanismu a renesance měla žatecká škola výbornou pověst. Daniel Adam z Veleslavína ji v roce 1579 spolu s lounskou, královéhradeckou a litoměřickou označil za nejlepší venkovskou v Čechách. Skutečností je, že v letech 1560–1581 patřila žatecká škola mezi tři s největším počtem studentů, kteří byli zapsáni na pražské univerzitě. V 16. století učila na žateckém gymnáziu řada vědeckých osobností, mj. Petr Codicillus z Tulechova nebo Jiří Ostracius. Ten napsal latinskou básnickou skladbu Elegická báseň o žatecké škole, obnovené po nakažlivém moru, která vyšla roku 1575 tiskem. Vydal ji zároveň se svým školním řádem žatecké školy tamní rektor Jakub Strabo Klatovský. Strabonův školní řád sloužil v předbělohorských Čechách jako vzor. Stanoviště školy se od středověku až do začátku 19. století nezměnilo. Školní budova stála v sousedství presbytáře hlavního městského kostela v místech, kde je dnes komplex budov čp. 132 a 542. Její polohu zachytil na vedutě Žatce z roku 1611 Jan Willenberg.

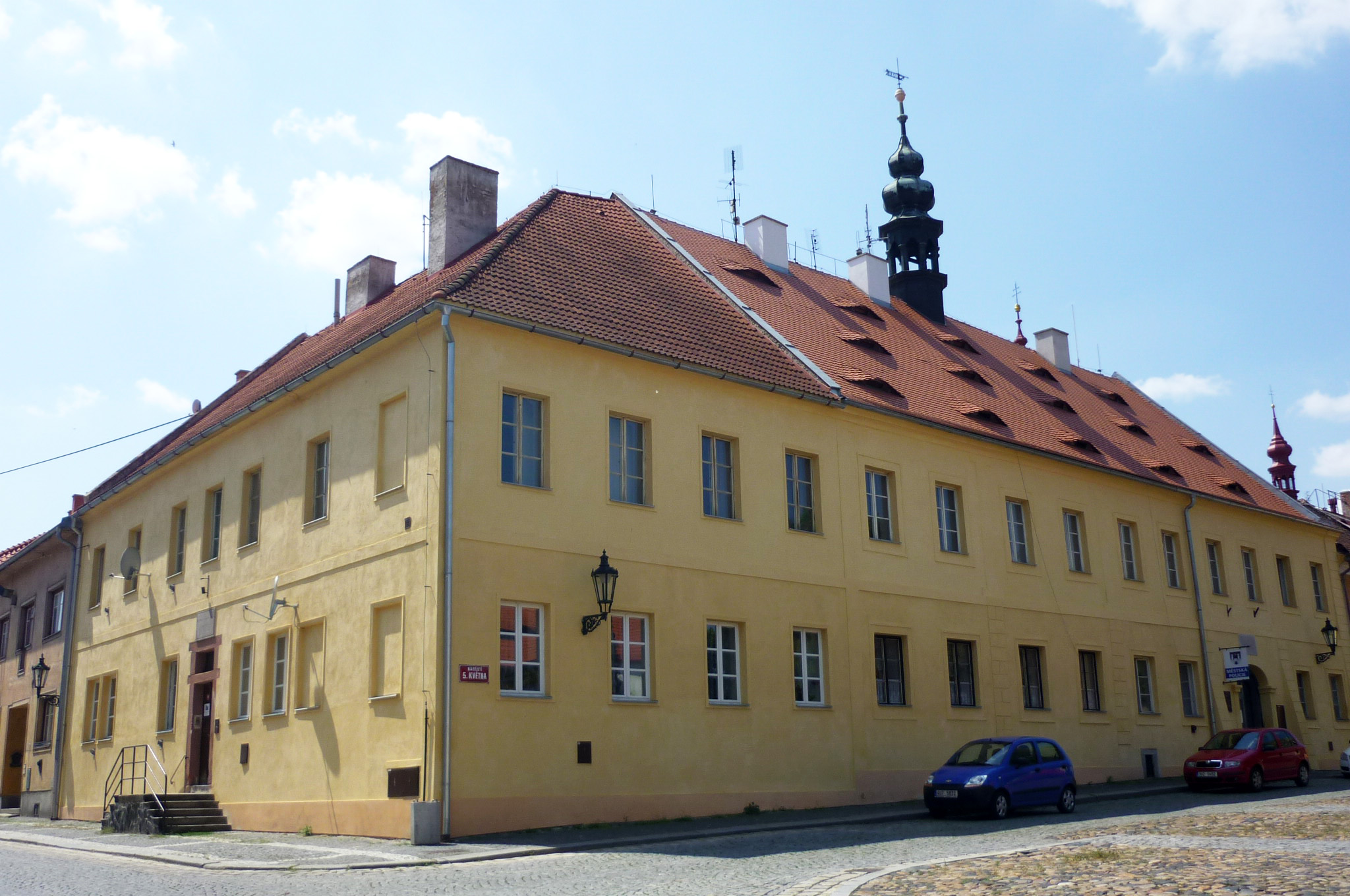
Budova, ve které gymnázium sídlilo v letech 1807–1903

Po bitvě na Bílé hoře se rozhořel spor mezi strahovským premonstrátským klášterem a městem Žatec o patronátní právo k žateckému kostelu Nanebevzetí Panny Marie a tím i správu místní školy. Král Vladislav Jagellonský totiž roku 1515 vydal listinu, v níž premonstrátům toto právo udělil. Vzhledem k tomu, že Žatec byl od 20. let 16. století protestantský, nemohli se premonstráti výkonu patronátu ujmout. Zatímco duchovní správa přešla do rukou premonstrátů bez problémů, o správu školy vedlo město s řeholníky spory po celou 2. polovinu 17. století. Teprve roku 1710 došlo mezi žateckou městskou radou a premonstráty k dohodě a Strahovští školu převzali. Bylo to ku prospěchu kvality výuky, ve škole se začaly opět hrát divadelní hry.

Premonstráti řídili žateckou školu jako veřejný ústav až do roku 1777. V souvislosti se svou školskou reformou vydala Marie Terezie v tomto roce dekret, podle kterého byl počet veřejných a státem podporovaných gymnázií v celých Čechách stanoven na 13. Žatecké gymnázium mezi nimi – přes protesty městské rady – nebylo. Premonstrátští duchovní však mohli ve svých příbytcích vyučovat soukromě. Výuka probíhala v prostorách místního děkanství.

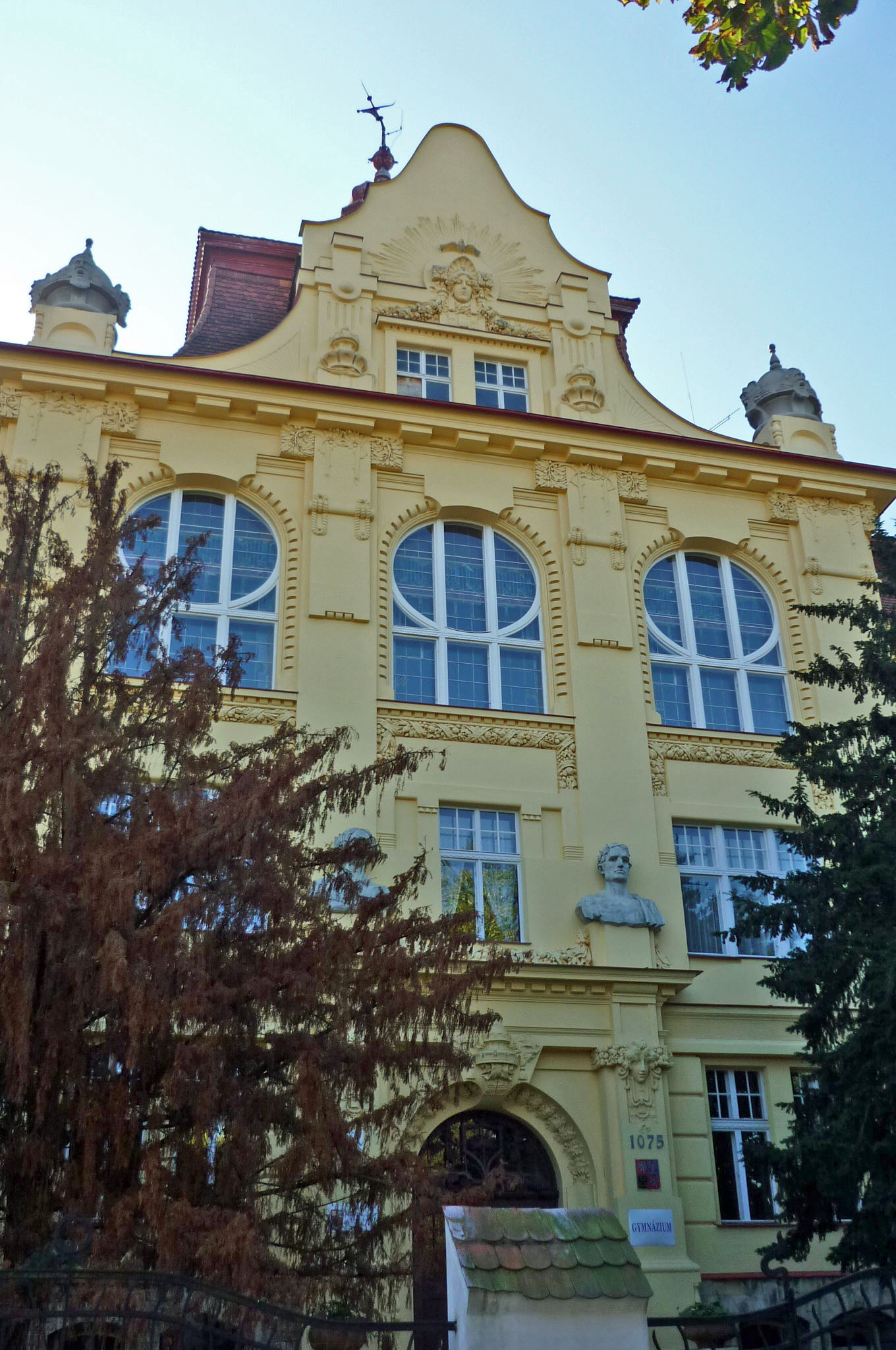
Průčelí budovy gymnázia

Počátkem 19. století však byly dlouhodobé snahy městské rady o znovuzřízení gymnázia úspěšné. Hlavně z prostředků Kathariny Andree a za podpory městského rozpočtu byla založena nadace, která měla budoucí provoz školy financovat. V říjnu 1806 povolil císař František I. znovuotevření žateckého gymnázia jako veřejného ústavu. Škola byla umístěna v centru města, v budově bývalého pivovaru čp. 127 na dnešním náměstí 5. května, která patřila právovárečnému měšťanstvu. Slavnostní otevření školy se uskutečnilo 3. listopadu 1807. Od svého znovuotevření vydávalo gymnázium tiskem pravidelně výroční zprávy, které obsahovaly jména profesorů a žáků a později rovněž odborné práce pedagogů. Zprvu bylo gymnázium pětileté. V souvislostí se školskými reformami byla od roku 1818 přidána jedna třída a od roku 1852 další, takže studium bylo osmileté. Vyučovacím jazykem byla němčina. V rozmezí let 1826–1850 navštěvovalo školu přibližně 100 až 200 studentů.
Mezníkem v dějinách ústavu byl rok 1873, kdy se gymnázium stalo státní institucí. Iniciativa vzešla ze strany města, které mělo potíže s financováním provozu školy a zabezpečením kvalitních pedagogů. Součástí smlouvy mezi státem a městem byly závazky, že město bude na chod gymnázia přispívat a právovárečné měšťanstvo nebude vybírat nájem z budovy. Postátněním se struktura vyučovacích předmětů nezměnila, stále se vycházelo z celostátní směrnice z roku 1849. Povinně se vyučovala latina, řečtina, dějepis, němčina, matematika, přírodopis, fyzika a filozofie. Čeština patřila mezi nepovinné předměty. Od roku 1904 se povinným stal i tělocvik. Češi tvořili mezi studenty až do I. světové války pouze okolo 5 %.
V roce 1901 vyhlásilo město Žatec veřejnou soutěž na stavbu nové gymnaziální budovy. V porotě zasedal mj. architekt Národního divadla Josef Zítek. Zvítězil projekt libereckého stavitele Ernesta Schäfera. V prosinci 1903 byla nová budova, ve které sídlí gymnázium doposud, slavnostně otevřena. Budova žateckého gymnázia tvoří jednu z pohledových dominant města. Je to architektonické dílo, které svou hodnotou převýšilo úroveň ostatních staveb vznikajících v té době ve městě.

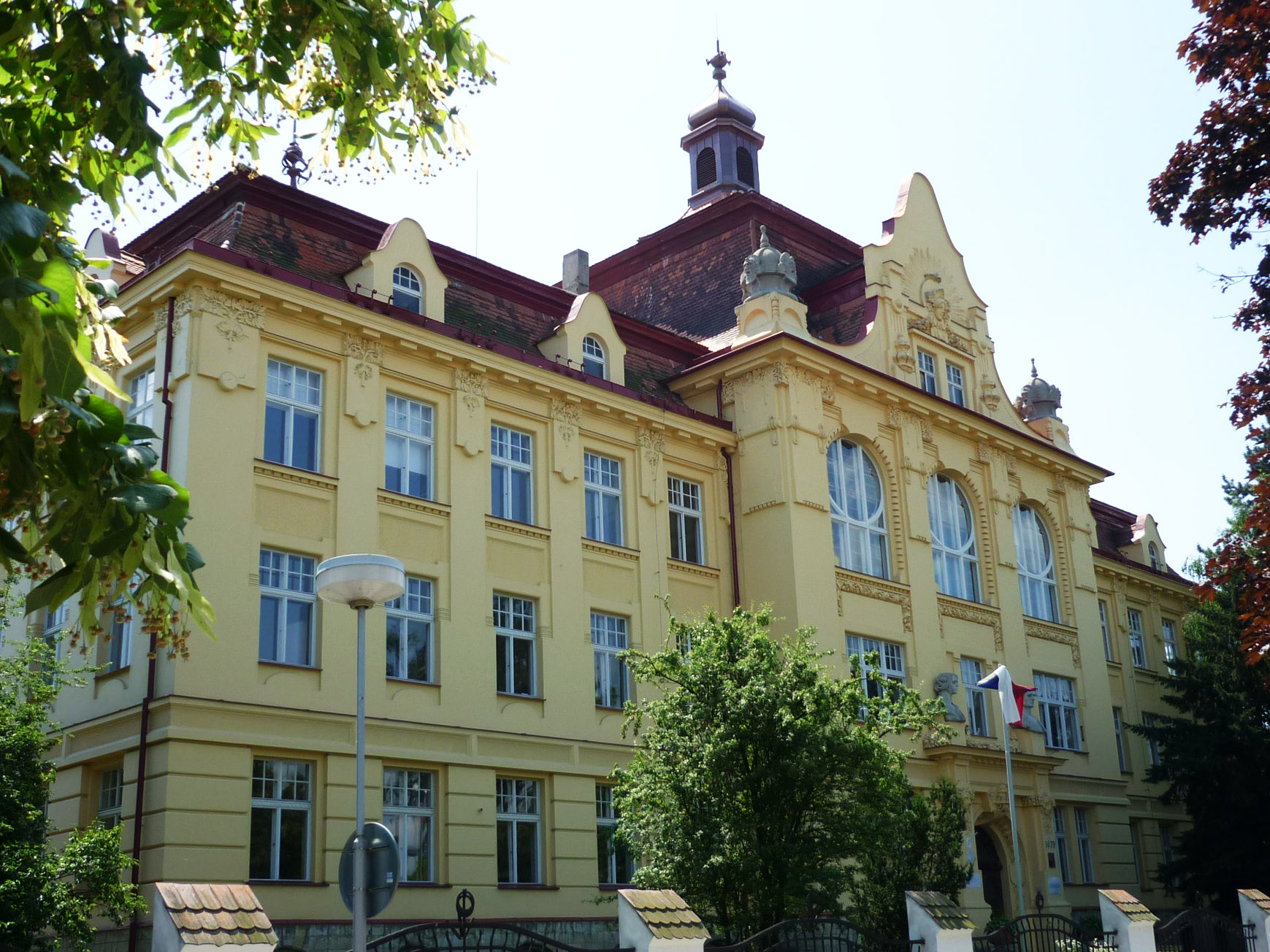
Celkový pohled na školní budovu

Po vzniku republiky bylo zaměření gymnázia změněno z klasického na reálné. Od roku 1923 byla zavedena čeština jako povinný předmět a řádné studium mohla absolvovat i děvčata. Za II. světové války se gymnázium pojmenovalo podle prvního známého rektora na Ackermann-Schule. V důsledku válečných událostí byl školní rok 1944/1945 ukončen už v únoru 1945.
Po válce začalo vyučování hned v září 1945. Gymnázium mělo tehdy kolem 150 studentů, z toho jednu třetinu dívek. Vzhledem k dosídlení Žatce Volyňskými Čechy tvořily jejich děti rovněž přibližně třetinu žáků. Stejně tak jako v době nacistické okupace, tak se i v 50. letech výuka na škole ideologizovala a charakter gymnázia se měnil. Od roku 1953 byly do gymnázií integrovány i základní školy a ústavy získaly název jedenáctiletá střední škola. V roce 1960 pak byly tři nejvyšší třídy osamostatněny jako Střední všeobecně vzdělávací škola. Návrat k původnímu názvu "gymnázium" přišel jako ohlas pražského jara v roce 1968. Významnou akcí, která postavila výuku tělesné výchovy na škole na zcela jinou úroveň, bylo vybudování lehkoatletického stadiónu Mládí před gymnaziální budovou. Z velké části stavbu realizovali samotní studenti pod vedením profesora Karla Heidenreicha. Stadión byl dán do používání roku 1965. V letech 1973–1975 proběhla generální oprava budovy, podle návrhu architekta Fanty vznikly nové vitráže. Společenské změny v roce 1990 se promítly po stránce personální, organizační i výukové do všech činností školy.

## Současnost
Zřizovatelem školy je Ústecký kraj. Školu navštěvuje 343 studentů, pedagogický sbor tvoří 29 učitelů (20 žen, 9 mužů). Provozních zaměstnanců je 7. V roce 2014 bylo na osmileté studium přijato 30 uchazečů, na čtyřleté 26 uchazečů. Kromě povinných se vyučuje 9 volitelných předmětů, na škole působí 3 kroužky. U maturitní zkoušky na jaře 2014 prospělo všech 44 žáků, 2 studenti k maturitě nebyli připuštěni. Škola ze účastní různých soutěží a olympiád. V rámci předepsaných sportovních akcí se uskutečnily kurzy lyžařský (Rakousko), cyklistický (oblast Máchova jezera) a vodácko-turistický v Chorvatsku. Škola má partnerské vztahy s gymnáziem v Reichenbachu ve Fojtsku. Škola svým žákům nabízí kompletní studijně-volnočasové vybavení, jakým je např. školní klub, školní bufet či knihovna.

## Seznam ředitelů gymnázia
Do roku 1849 se představení gymnázia označovali termínem "prefekt". Do roku 1873 byli ředitelé členové řádu premonstrátů.
- 1807–1817 Franz Theofil Singer
- 1817–1830 Wenzel Neubronn, svob. pán z Eisenburgu
- 1830–1833 Evžen Šrámek
- 1833–1853 Alois Dostal
- 1853–1873 Oswald Josef Müchel
- 1873–1899 Josef Hollub
- 1899–1909 Wendelin Toischer
- 1909–1910 Alois Zoller
- 1910–1921 Karl Kaplan
- 1921–1922 Emmerich Wippermann
- 1922–1927 Richard Schramm
- 1927 Franz Kühnl
- 1927–1934 Augustin Potuček
- 1934–1935 Ernst Mändl
- 1935–1938 Leopold Mogan
- 1938–1939 Franz Egerer
- 1939–1943 Alfred Jäckl
- 1943–1945 Franz Egerer
- 1945–1948 Josef Mikeš
- 1948–1949 Jiří Svoboda
- 1949–1951 Ladislav Jebavý
- 1951–1957 Josefa Pudilová
- 1957–1959 František Hladík
- 1959–1970 Jiří Cihla
- 1970 František Týřl
- 1970–1973 Milan Zeman
- 1973–1983 Josef Paur
- 1983–1990 Hana Henrychová
- 1990–1991 Jiří Cihla
- 1991–2005 Jaroslav Hašek
- 2005–2024 Miroslav Řebíček
- 2024–dosud Lenka Kafková

## Významní pedagogové
- Georg Bruder (1956–1916), rodák z Innsbrucku, geolog. Učil v letech 1890–1893. Autor řady odborných studií, mj. též o terciérních vápencích u Tuchořic.
- Helmut Preidel (1900–1980), rodák z Podmokel, archeolog. Učil v letech 1932–1939. Šéfredaktor německého archeologického časopisu Sudeta. Jeho specializací bylo osídlení Čech Slovany a Germány. Autor odborných studií.
- Zdeněk Svěrák (*1936), rodák z Prahy, dramatik, herec, textař, scenárista, spisovatel. Učil v letech 1960–1962. Spoluzakladatel Divadla Járy Cimrmana.

## Významní studenti
- Karel Rafael Ungar (1744–1807), rodák ze Žatce, významný osvícenec. Od roku 1780 první správce univerzitní (dnes Národní) knihovny, 1789/1790 univerzitní rektor.
- Milo Grün (1751–1816), rodák z Blšan, teolog, historik. Od 1804 opatem na Strahově, 1812 univerzitní rektor. Autor teologických knih a dějin Čech za Josefa II. Zasloužil se o výuku češtiny na základních a středních školách.
- Anton von Banhans (1825–1902), rodák z Měcholup, ekonom, politik. Od roku 1863 byl poslancem Českého zemského sněmu, zasedal také jako poslanec Říšské rady. V letech 1870–1875 byl postupně ministrem zemědělství a obchodu. Za jeho působení v této funkci byla přijata metrická soustava. Od roku 1890 působil jako prezident Společnosti pro dunajskou paroplavbu.
- Adolf Seifert (1826–1910), rodák z Veletic, historik Žatce a lékař. Maturoval 1844. Napsal 4 knihy o dějinách Žatce.
- Emanuel Zaufal (1837–1910), rodák z Buškovic, ušní lékař evropského významu. Maturoval 1857. Roku 1874 založil ušní kliniku při Všeobecné nemocnici v Praze. Zdokonalil vyšetřovací a léčebné metody.
- Emil Holub (1847–1902), rodák z Holic, maturoval 1866. Cestovatel a etnograf. Dvakrát navštívil Afriku, odkud přivezl množství etnografického materiálu. Autor několika knih a odborných studií.
- Karl Kreibich (1869–1932), rodák z Prahy, lékař, dermatolog. Maturoval 1888.1903–1906 vedl dermatologickou kliniku ve Štýrském Hradci, od 1906 přednosta dermatologické kliniky lékařské fakulty německé univerzity v Praze. Na období 1922/1923 zvolen jejím rektorem. Je autorem odborných publikací.
- Wilhelm Wostry (1877–1951), rodák ze Žatce, historik. Maturoval 1896. Od roku 1927 řádný profesor československých dějin na německé univerzitě v Praze. Předseda Spolku pro dějiny Němců v Čechách, šéfredaktor jeho periodika. Autor odborných publikací, mj. Saaz zur Zeit des Ackermanndichters (1951).
- Karel Reiner (1910–1979), rodák ze Žatce, hudební skladatel. Maturoval 1928. Žák Aloise Háby a Josefa Suka. Autor komorních skladeb, oper, orchestrálních skladeb, koncertů, sborů a skladeb pro sólový klavír. V letech 1964–1969 byl předsedou Českého hudebního fondu. Roku 1967 byl jmenován zasloužilým umělcem.